# SISone4ALL
SISone4ALL – jest to rozwiązanie informatyczne, zaproponowane przez Portugalię innym państwom członkowskim Unii Europejskiej, aby do czasu zakończenia prac nad Systemem Informacyjnym Schengen drugiej generacji (SIS II) nowe kraje Unii Europejskiej mogły korzystać z zasobów SIS (ang. Schengen Information System). Portugalia udostępniła swój krajowy zmodernizowany moduł SIS (wersja SIS1+), co umożliwiło zniesienie kontroli na granicach wewnętrznych i włączenie od 21 grudnia 2007 roku do obszaru Schengen 9 nowych państw (tj. Czechy, Estonia, Litwa, Łotwa, Malta, Polska, Słowacja, Słowenia i Węgry). Szwajcaria, która przystąpiła do Układu z Schengen w grudniu 2008 roku, również zdecydowała się używać SISone4ALL.
SISone4ALL – system pośredniczący w dostępie do SIS1+, uzupełniony o sieć SISNET, działający w architekturze intranetowej, która umożliwia łączność pomiędzy krajowymi systemami informatycznymi oraz pomiędzy Biurem SIRENE (ang. Supplementary Information Request At National Entries – wniosek o informacje uzupełniające na poziomie dostępów krajowych) w każdym państwie Układu z Schengen.
Przedłużające się prace nad wprowadzeniem SIS II i Systemem Informacji Wizowej (VIS; ang. Visa Information System) oraz chęć przystąpienia nowych państw członkowskich do aktualnie funkcjonującego zmodernizowanego Systemu Informacyjnego Schengen pierwszej generacji (SIS1+) spowodowały, że Portugalia zainicjowała utworzenie pakietu oprogramowania dostępowego do SIS. Pakiet ten nosi nazwę SISone4ALL i jest projektem przejściowym mającym na celu wprowadzenie nowych użytkowników do obecnie powstającego SIS II. Docelowo wszystkie państwa członkowskie mają obowiązek wprowadzić SIS II, który jest systemem o dużo większej funkcjonalności (mogącym przetwarzać zdjęcia, dane biometryczne).